# Ion Alexe
Ion Alexe (* 25. Juli 1946 in Cornu, Prahova) ist ein ehemaliger rumänischer Boxer. Alexe war Olympiateilnehmer 1968, Europameister 1969, Silbermedaillengewinner der Olympischen Spiele 1972 und Bronzemedaillengewinner der Europameisterschaften 1973.

## Karriere
Ion Alexe war rumänischer Schwergewichtsmeister (+81 kg) der Jahre 1967–1971 und 1973.
1968 nahm Alexe erstmals an den Olympischen Spielen teil, bei denen er jedoch im Viertelfinale gegen George Foreman, USA (TKO 3.), ausschied. Bei den Europameisterschaften 1969 errang Alexe mit Siegen im Halbfinale über Peter Hussing, Deutschland, und im Finale über Kiril Pandov, Bulgarien.
Bei den Olympischen Spielen 1972 erreichte Alexe nach Siegen über Jozsef Reder, Ungarn (5:0), Jürgen Fanghänel, DDR (5:0), und Hasse Thomsén, Schweden (5:0), das Finale, welches er gegen Teófilo Stevenson, Kuba, bestreiten sollte, jedoch aufgrund einer Verletzung nicht mehr antreten konnte. Er gewann damit die olympische Silbermedaille.
1973 gewann Alexe bei den Europameisterschaften 1973 die Bronzemedaille und beendete wenige Jahre darauf seine Karriere.